# Chênehutte-Trèves-Cunault
Chênehutte-Trèves-Cunault és un municipi francès situat al departament de Maine i Loira i a la regió de País del Loira. L'any 2007 tenia 1.055 habitants.

## Demografia

### Població
El 2007 la població de fet de Chênehutte-Trèves-Cunault era de 1.055 persones. Hi havia 467 famílies de les quals 131 eren unipersonals (54 homes vivint sols i 77 dones vivint soles), 174 parelles sense fills, 131 parelles amb fills i 31 famílies monoparentals amb fills.
La població ha evolucionat segons el següent gràfic:
Habitants censats

### Habitatges
El 2007 hi havia 599 habitatges, 468 eren l'habitatge principal de la família, 91 eren segones residències i 40 estaven desocupats. 581 eren cases i 15 eren apartaments. Dels 468 habitatges principals, 358 estaven ocupats pels seus propietaris, 95 estaven llogats i ocupats pels llogaters i 14 estaven cedits a títol gratuït; 4 tenien una cambra, 24 en tenien dues, 79 en tenien tres, 130 en tenien quatre i 230 en tenien cinc o més. 349 habitatges disposaven pel capbaix d'una plaça de pàrquing. A 221 habitatges hi havia un automòbil i a 203 n'hi havia dos o més.

### Piràmide de població
La piràmide de població per edats i sexe el 2009 era:
| Homes | Edats   | Dones |
| ----- | ------- | ----- |
| 0     | 95 o +  | 2     |
| 2     | 90 a 94 | 3     |
| 2     | 85 a 89 | 11    |
| 8     | 80 a 84 | 10    |
| 32    | 75 a 79 | 31    |
| 25    | 70 a 74 | 26    |
| 32    | 65 a 69 | 33    |
| 37    | 60 a 64 | 32    |
| 30    | 55 a 59 | 32    |
| 37    | 50 a 54 | 46    |
| 50    | 45 a 49 | 35    |
| 42    | 40 a 44 | 33    |
| 35    | 35 a 39 | 40    |
| 36    | 30 a 34 | 30    |
| 34    | 25 a 29 | 39    |
| 25    | 20 a 24 | 15    |
| 32    | 15 a 19 | 33    |
| 46    | 10 a 14 | 37    |
| 32    | 5 a 9   | 25    |
| 23    | 0 a 4   | 31    |

## Economia
El 2007 la població en edat de treballar era de 651 persones, 455 eren actives i 196 eren inactives. De les 455 persones actives 403 estaven ocupades (237 homes i 166 dones) i 52 estaven aturades (18 homes i 34 dones). De les 196 persones inactives 84 estaven jubilades, 58 estaven estudiant i 54 estaven classificades com a «altres inactius».

### Ingressos
El 2009 a Chênehutte-Trèves-Cunault hi havia 480 unitats fiscals que integraven 1.085,5 persones, la mediana anual d'ingressos fiscals per persona era de 17.213 €.

### Activitats econòmiques
Dels 39 establiments que hi havia el 2007, 1 era d'una empresa alimentària, 8 d'empreses de construcció, 7 d'empreses de comerç i reparació d'automòbils, 8 d'empreses d'hostatgeria i restauració, 1 d'una empresa d'informació i comunicació, 2 d'empreses financeres, 1 d'una empresa immobiliària, 5 d'empreses de serveis, 1 d'una entitat de l'administració pública i 5 d'empreses classificades com a «altres activitats de serveis».
Dels 12 establiments de servei als particulars que hi havia el 2009, 1 era un taller de reparació d'automòbils i de material agrícola, 1 guixaire pintor, 1 fusteria, 3 lampisteries, 1 electricista, 1 perruqueria i 4 restaurants.
Dels 3 establiments comercials que hi havia el 2009, 1 era una fleca, 1 una botiga d'equipament de la llar i 1 una floristeria.
L'any 2000 a Chênehutte-Trèves-Cunault hi havia 27 explotacions agrícoles que ocupaven un total de 874 hectàrees.

## Equipaments sanitaris i escolars
El 2009 hi havia 1 escola maternal i 1 escola elemental.

## Poblacions més properes
El següent diagrama mostra les poblacions més properes.